# 超級一號貨站

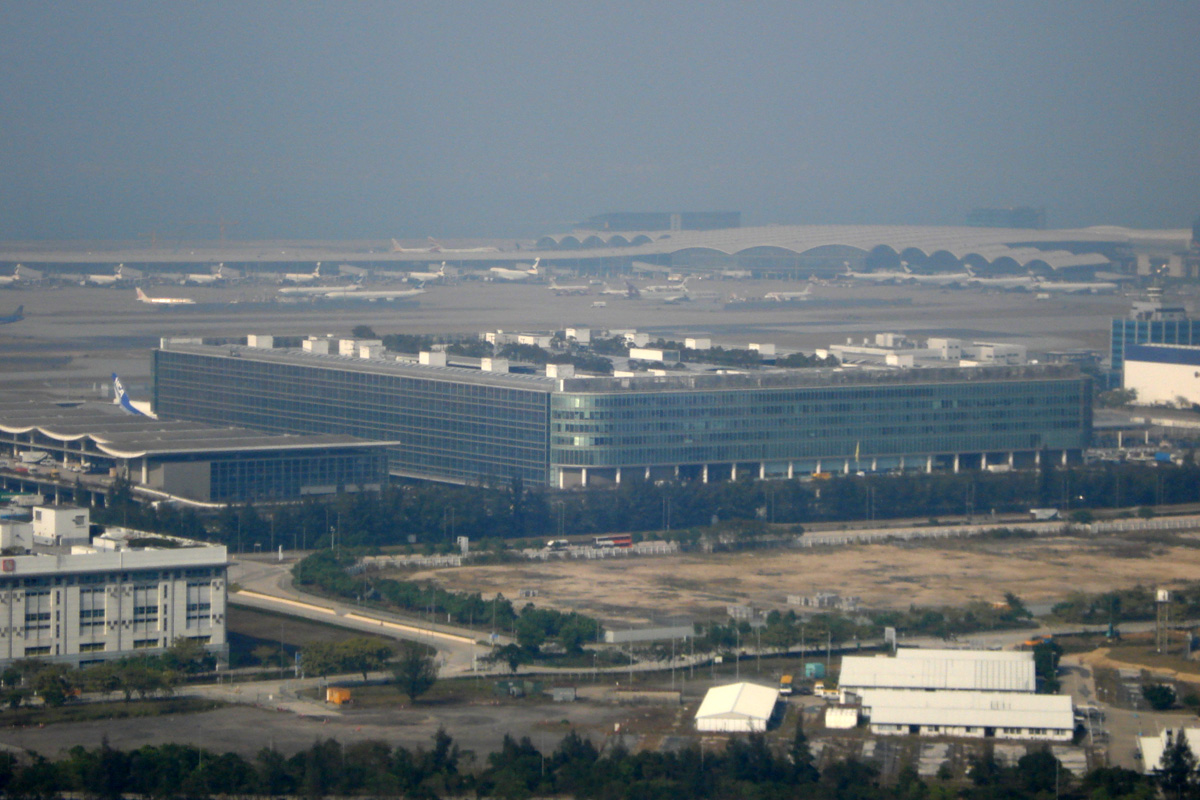
超級一號貨站

香港空運貨站（HACTL）是香港國際機場的貨運站，與機場同樣座落於香港新界離島區赤鱲角，面積超過170,000平方米(約1,800,000平方英尺)，為全球最繁忙的機場貨運站。

## 資料
超級一號貨站由香港空運貨站有限公司管理，金門－保華聯營建造。貨運站與赤鱲角機場同步落成，建築成本為十億美元，每年可處理貨物為260萬公噸，約佔香港空運量的85%。超級一號貨站在1998年7月6日機場啟用的頭幾天曾引起混亂，大量空運貨物積壓，位於啟德機場的貨運站更需重開以處理貨物，至8月24日，香港空運貨站宣佈超級一號貨站回復正常運作。
香港政府估計，空運貨站由7月8日起至8月底運作混亂，為香港經濟帶來的損失約為46億港元，相等於本地生產總值的0.35%。在經歷適應期後，超級一號貨站的效率不斷提高，現時的年處貨量為350萬公噸。
自2010年，超級一號貨站處理的貨運量超越美國孟斐斯國際機場的貨運站居全球之最。
2013年，貨運站處理的貨運逹415.61萬吨，而孟斐斯國際機場處理的則為413.79万吨。